# Кирил Наслязи
Кирил (на албански: Qirill или Kiril) е албански православен духовник, епископ на Албанската православна църква.

## Биография
Роден е със светското име Киряко Евтими Наслязи (Qirjako Efthimi Naslazi).
През октомври 1952 година е ръкоположен за белградски, авлонски и канински епископ в Берат. В 1966 година е преместен за епископ на Корчанската епархия. През 1967 година атеистичният комунистически режим в Албания го задържа и поставя под домашен арест. След четири месеца през 1968 година епископ Кирил умира.